# 키티 섀넌
캐서린 마조리 "키티" 섀넌(영어: Katherine Marjorie "Kitty" Shannon, 1887년 2월 3일~1974년 11월 24일)은 영국의 화가이자 일러스트레이터이다. 그녀의 아버지는 영국계 미국 화가인 제임스 제부사 섀넌 경이며 종종 키티 섀넌을 그리곤 했다. 키티 섀넌은 1912년에 Walter Keigwin과 결혼하여 두 자녀를 두었다.